# Rodrigo Santoro
Rodrigo Junqueira Reis Santoro (Petrópolis, 22 de agosto de 1975) é um ator e dublador brasileiro. Ele é ganhador de vários prêmios, incluindo um Grande Otelo, um Prêmio APCA, um Prêmio Guarani, dois Prêmios Qualidade Brasil, assim como o Trophée Chopard do Festival de Cannes, além de ter recebido indicações a um Screen Actors Guild Awards, um Troféu Imprensa e um Prêmio Fênix.
Conhecido no Brasil por participações em novelas, tornou-se conhecido internacionalmente por sua atuação nas séries de televisão Lost e Westworld, bem como por viver Xerxes I em 300 e 300: A Ascensão do Império.

## Biografia

### Origens
Rodrigo Santoro nasceu em Petrópolis, filho de Francesco Santoro, um engenheiro italiano com origens em Paola, província de Cosença, na Calábria, e de Maria José Junqueira dos Reis, uma artista brasileira de ancestralidade portuguesa.

### Carreira
Estudante de jornalismo da Pontifícia Universidade Católica do Rio de Janeiro (PUC-RJ), Santoro cursava a Oficina de Atores da TV Globo quando foi reprovado num teste para a minissérie Sex Appeal. Apesar disso, naquele ano mesmo, conseguiu um pequeno papel na novela Olho no Olho. Depois, entrou no elenco de Pátria Minha. Em 1995, ganhou seu primeiro grande papel na televisão, o Serginho, de Explode Coração. Na trama, seu personagem envolvia-se amorosamente com uma mulher mais velha, interpretada por Renée de Vielmond. Seu primeiro papel no cinema (3 personagens) aconteceu no curta metragem 35mm “Depois do Escuro”, dirigido por Dirceu Lustosa, que teve sua estreia no Festival de Brasília de 1996, e  obteve prêmios e participações em festivais no Brasil e no exterior.
Em 1997, viveu um dos personagens centrais da novela O Amor Está no Ar. Repetindo o que acontecera em sua última atuação em novelas, seu personagem, Léo, envolve-se com uma mulher mais velha, Sofia, de Betty Lago. No entanto, diferentemente do outro folhetim, dessa vez, ele fica balançado também por sua filha, a jovem Luísa, de Natália Lage. No ano seguinte, interpretou um frei que se apaixona por uma prostituta na minissérie Hilda Furacão.

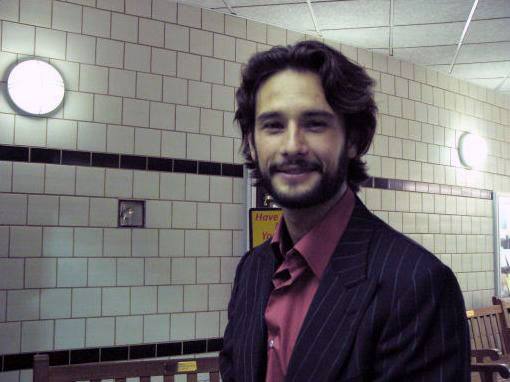
Santoro em 2004

Em 1999, Santoro viveu o problemático pintor Eliseu na novela Suave Veneno. Mais uma vez seu personagem se envolveria em um triângulo amoroso entre mãe e filha. Enquanto tentava o suicídio, Eliseu conhece Eleonor, de Irene Ravache, mulher rica e que vive uma má fase em sua vida. Ela então se aproxima do rapaz, o incentiva e o apoia na carreira de pintor. Posteriormente, ele também conhece sua filha mais nova, Maria Eduarda, de Luana Piovani, com quem termina a novela. Em 2001 integrou o elenco da novela Estrela-Guia, onde viveu Carlos Charles, que, a pedido da mãe, seduz a protagonista da história, Cristal, vivida pela cantora Sandy, a fim de casar-se com ela e apoderar-se das terras que a moça herdou após a morte de seus pais.
Em 2001, no papel de um jovem internado à força num manicômio pela própria família, no filme Bicho de Sete Cabeças, de Laís Bodanzky, Santoro faturou os prêmios de melhor ator em várias premiações ocorridas nos festivais de cinema de Brasília, Recife, Rio de Janeiro e de vários países sul-americanos. Simultaneamente, atuou também no longa-metragem Abril Despedaçado, de Walter Salles, indicado ao Globo de Ouro, em 2002, como melhor filme estrangeiro, no qual interpretou Tonho, um homem quieto que mora no sertão. Depois, interpretou a travesti Lady Di, do filme Carandiru, de Hector Babenco, em 2003. Nesse mesmo ano, integrou o elenco da novela Mulheres Apaixonadas, em que viveu Diogo. Casado com a histérica Marina, de Paloma Duarte, é pela prima Luciana, de Camila Pitanga, que ele nutre uma paixão avassaladora. Durante esse trabalho, pediu o afastamento temporário da novela, a fim de lançar-se na carreira internacional. Nesse período, filmou uma participação na produção americana Charlie's Angels: Full Throttle, em que apareceu por poucos minutos num papel sem texto. Também nesse ano, esteve presente no filme inglês Love Actually, no qual atua ao lado de Elisha Cuthbert, Emma Thompson, Bill Nighy, entre outros, e fez par romântico com Laura Linney.
Em 2005, ao lado da atriz Nicole Kidman, Santoro gravou um comercial milionário para um perfume da Chanel. Nesse mesmo ano, após recusar o convite para protagonizar a novela Bang Bang, protagonizou as duas jornadas da minissérie Hoje é Dia de Maria. Em 2006 estreou na televisão internacional ao interpretar Paulo, personagem da terceira temporada da série Lost, que estreou no Brasil em março de 2007, no canal a cabo AXN. No fim de 2006 foi indicado, à frente de Brad Pitt, para o ranking dos homens mais sensuais do planeta, promovido pela revista estadunidense People.
Em 2007, Santoro apareceu como vilão na produção canadense 300, do diretor Zack Snyder. Na história, adaptada dos quadrinhos de Frank Miller e Lynn Varley, despontou como o rei persa Xerxes I, papel para o qual teve que raspar completamente o cabelo e cobrir o rosto com dezenas de piercings. Pela sua atuação, foi indicado, ao lado de Jack Nicholson e Meryl Streep, ao Prêmio MTV Movie de melhor vilão.

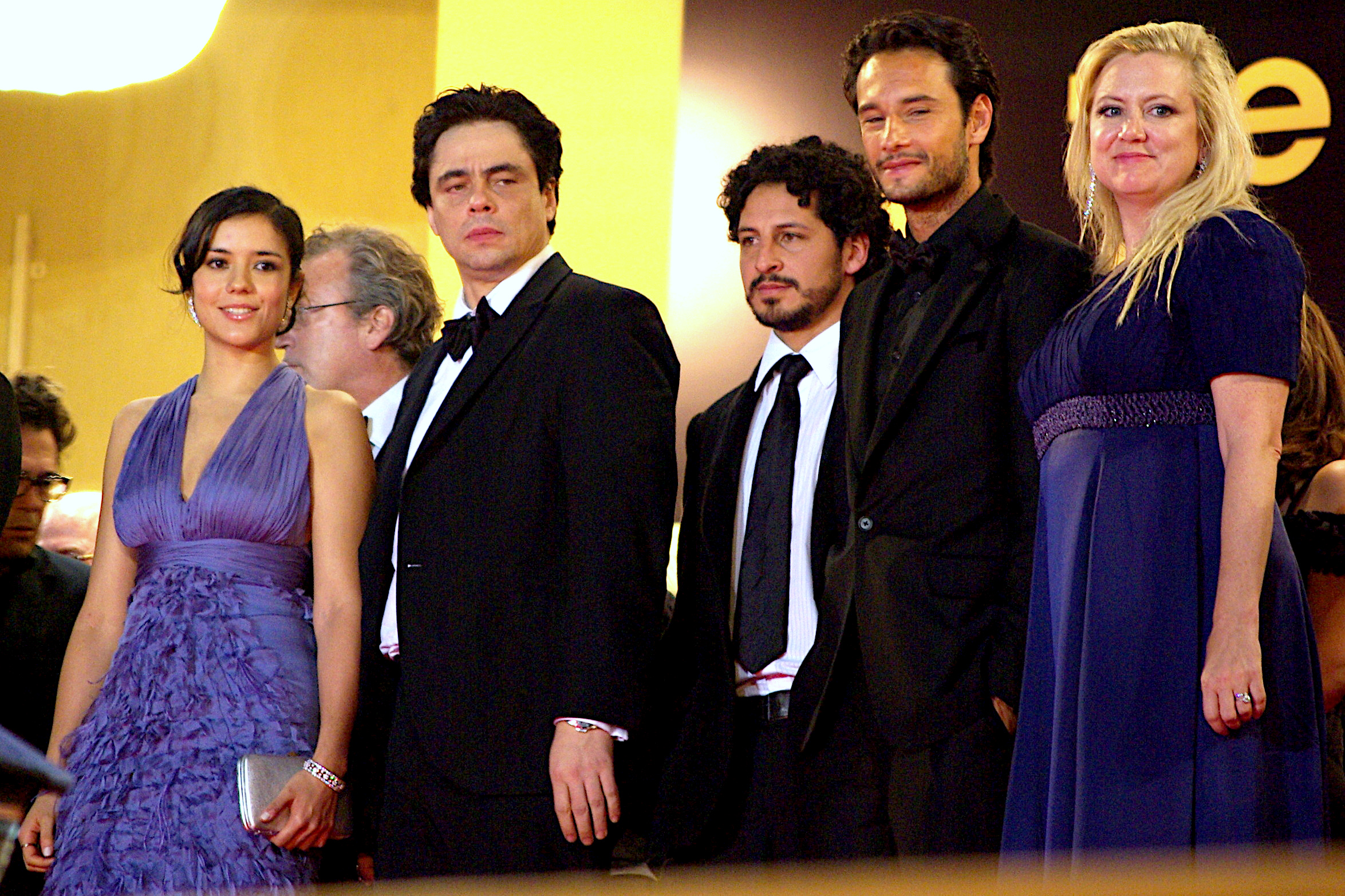
Santoro com equipe do filme Che em Cannes, em 2008

Com uma carreira já estável fora do Brasil, Santoro afirmou que não pretendia abandonar o cinema e a televisão brasileiros. Em 2008, para viver um dos protagonistas do longa Os Desafinados, aprendeu a tocar piano, e, em 2009, retornou à televisão ao fazer uma participação especial na minissérie Som & Fúria, na pele do publicitário Sanjay. Em 2010, no longa-metragem Meu País, interpretou Marcos, um executivo, casado e bem-sucedido homem que viveu fora do país por anos devido ao desafeto com a família, mas se vê obrigado a retornar, após um derrame sofrido pelo pai. Foi confirmado em Black Oasis, filme biográfico que conta a história da falecida atriz Susan Cabot, assassinada pelo próprio filho. A produção tinha a direção de Stephan Elliott e trazia Rose McGowan no papel de Cabot, esposa do personagem de Rodrigo.
Em fevereiro de 2015, Santoro iniciou as filmagens do remake de Ben-Hur no papel de Jesus, e em outubro do mesmo ano, foi confirmado que o ator voltaria às novelas após 12 anos em Velho Chico, escrita com a autoria de Benedito Ruy Barbosa, fazendo o papel do protagonista Afrânio na primeira fase, ao lado de Carol Castro.
Em 2025, Rodrigo Santoro foi escalado como o vilão Damian no filme de ação Runner, dirigido por Scott Waugh. A produção, gravada na Austrália, conta com Alan Ritchson no papel principal, além de Owen Wilson, Leila George e Adriana Barraza no elenco. Na trama, Santoro interpreta o filho de uma poderosa líder de cartel, antagonizando o personagem de Ritchson, um entregador de órgãos em uma missão urgente. O papel marca mais uma participação internacional de destaque do ator brasileiro, consolidando sua presença em produções de grande porte fora do país.

## Vida pessoal

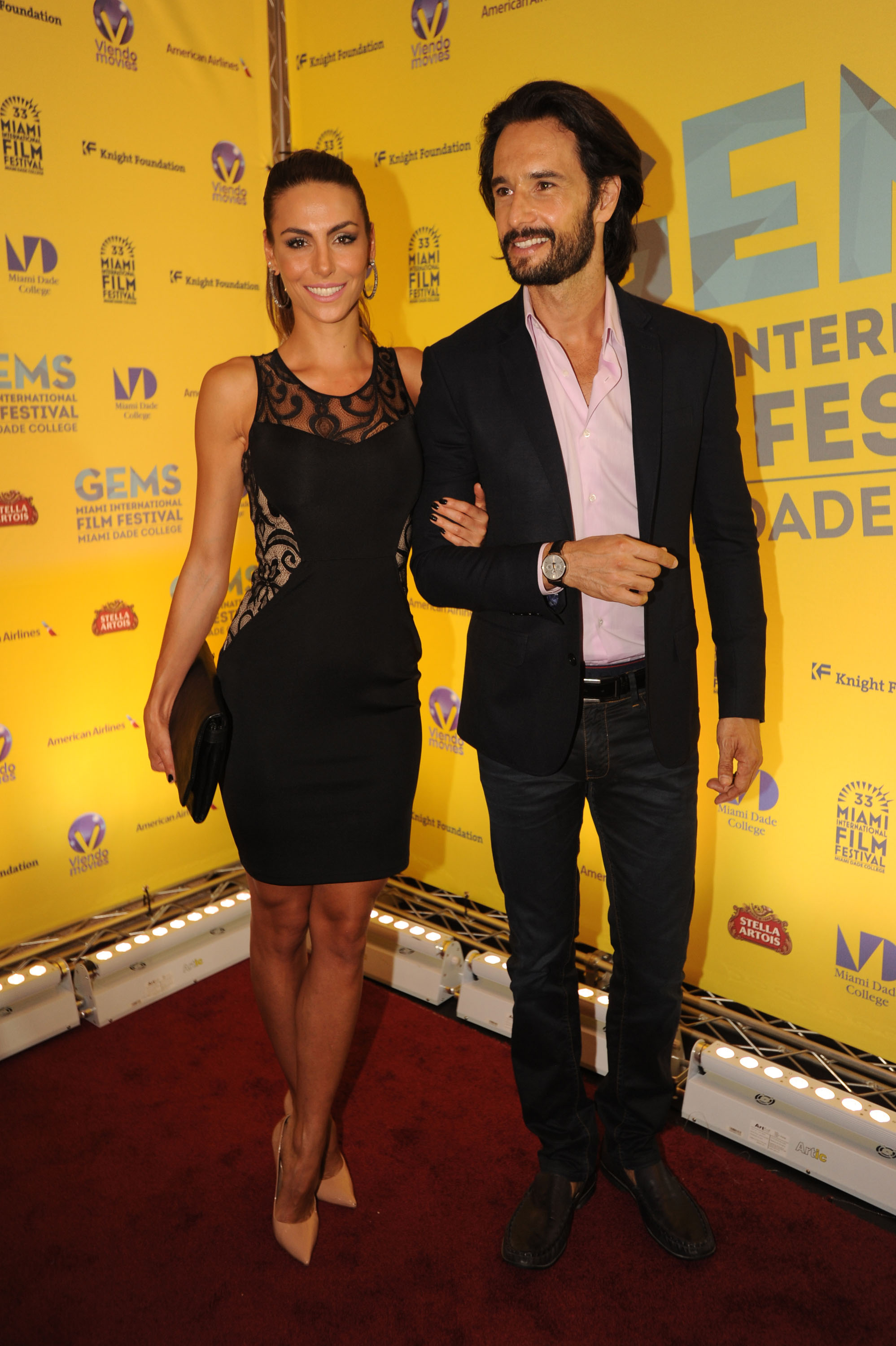
Santoro e sua esposa Mel Fronckowiak

Namorou por três anos a atriz Luana Piovani, de 1997 a 2000, até que se descobrisse que ela o traía com o empresário Cristiano Rangel. Esteve em Ribeirão Preto para a pré-estreia do filme Meu País, dirigido por André Ristum. Na pele do personagem Marcos, no premiado longa-metragem, ele enfatizou a forte relação com a cidade e os motivos que o levaram a selecioná-la como um dos locais para uma avant-première: "A família inteira de minha mãe, Junqueira Reis, é de Ribeirão Preto. Venho pra cá desde pequeno. Tenho uma forte relação com a cidade. Metade de minha família é daqui".
Namorou durante quatro anos a modelo Ellen Jabour, de 2004 a 2008.
É casado desde 2016 com a atriz e apresentadora Mel Fronckowiak. Os dois teriam sido apresentados por uma assistente de direção da novela Rebelde, da RecordTV, na qual Mel foi uma das protagonistas. Após a novela, Mel ficou sem o flat disponibilizado pela emissora e, a convite de Santoro, passou a morar no apartamento dele, no Leblon. O casal começou a namorar em meados de julho de 2012 e manteve a discrição sobre a relação durante 1 ano. Santoro se propôs a assumir a relação em público, no lançamento do livro de Mel, no Shopping do Leblon, no Rio de Janeiro, onde o ator se juntou com milhares de fãs da atriz para receber sua dedicatória pessoal no livro, em 25 de Agosto de 2013.
Em janeiro de 2017, Santoro e Mel anunciaram que seriam pais pela primeira vez. A filha do casal, Nina, nasceu em 22 de maio de 2017. E no dia 12 de agosto de 2024, sua esposa anunciou o nascimento da segunda filha, Cora.

## Filmografia

### Televisão
| Ano  | Título                               | Personagem                         | Notas                            |
| ---- | ------------------------------------ | ---------------------------------- | -------------------------------- |
| 1993 | Olho no Olho                         | Pedro                              |                                  |
| 1994 | Pátria Minha                         | Fernando Ferreira de Abreu (Nando) |                                  |
| 1995 | Explode Coração                      | Sérgio (Serginho)                  |                                  |
| 1997 | O Amor Está no Ar                    | Leonardo Freitas Menezes (Léo)     |                                  |
| 1998 | Hilda Furacão                        | Frei Malthus                       |                                  |
| 1999 | Suave Veneno                         | Eliseu Vieira                      |                                  |
| 2001 | Os Normais                           | Júlio                              | Episódio: "Grilar é Normal"      |
| 2001 | Estrela-Guia                         | Carlos Charles Pimenta             |                                  |
| 2002 | Pastores da Noite                    | Padre Gomes                        | Episódio: "O Compadre de Ogum"   |
| 2003 | Mulheres Apaixonadas                 | Diogo Ribeiro Alves                |                                  |
| 2005 | Hoje É Dia de Maria                  | Amado Fenix                        |                                  |
| 2005 | Hoje É Dia de Maria: Segunda Jornada | Dom Chico Chicote                  |                                  |
| 2006 | Lost                                 | Paulo                              |                                  |
| 2009 | Som & Fúria                          | Sanjay                             |                                  |
| 2010 | Afinal, o Que Querem as Mulheres?    | Rodrigo Santoro                    |                                  |
| 2010 | Papai Noel Existe                    | Robson Luiz                        |                                  |
| 2012 | As Brasileiras                       | Carioca                            | Episódio: "A Indomável do Ceará" |
| 2016 | Velho Chico                          | Afrânio de Sá Ribeiro              |                                  |
| 2016 | Westworld                            | Hector Escaton                     |                                  |
| 2019 | Solteira e Boa Rapariga              | David                              |                                  |
| 2021 | Sessão de Terapia                    | Davi Greco                         |                                  |
| 2022 | Boundless                            | Fernão de Magalhães                |                                  |
| 2023 | Wolf Pack                            | Garrett Briggs                     |                                  |
| 2024 | Bom Dia, Verônica                    | Jerônimo Soares                    |                                  |

### Filmes
| Ano  | Título                                                  | Personagem              |
| ---- | ------------------------------------------------------- | ----------------------- |
| 1996 | Depois do Escuro                                        | Alexander               |
| 1998 | Como Ser Solteiro                                       |                         |
| 1999 | O Trapalhão e a Luz Azul                                | D'Artagnan              |
| 2001 | Bicho de Sete Cabeças                                   | Wilson Souza Neto       |
| 2001 | Abril Despedaçado                                       | Tonho                   |
| 2003 | Carandiru                                               | Lady Di                 |
| 2003 | As Panteras Detonando                                   | Randy Emmers            |
| 2003 | Simplesmente Amor                                       | Karl / Karlos Rodrigues |
| 2004 | A Dona da História                                      | Luiz Cláudio            |
| 2006 | 300                                                     | Xerxes I                |
| 2007 | Não por Acaso                                           | Pedro                   |
| 2008 | Os Desafinados                                          | Joaquim                 |
| 2008 | Redbelt                                                 | Bruno Silva             |
| 2008 | Leonera                                                 | Ramiro                  |
| 2008 | Che                                                     | Raul Castro             |
| 2009 | O Golpista do Ano                                       | Jimmy Kemple            |
| 2009 | Recém Formada                                           | David Santiago          |
| 2010 | Manual Para se Defender de Alienigenas, Zumbis e Ninjas | Ninja                   |
| 2011 | Encontrarás Dragões – Segredos da Paixão                | Oriol                   |
| 2011 | Meu País                                                | Marcos                  |
| 2011 | Homens de Bem                                           | Ciba                    |
| 2012 | Hemingway & Martha                                      | Zarra                   |
| 2012 | Heleno                                                  | Heleno de Freitas       |
| 2012 | What To Expect When You’re Expecting                    | Alex                    |
| 2012 | Reis e Ratos                                            | Roni Rato               |
| 2013 | O Último Desafio                                        | Frank Martinez          |
| 2013 | Uma História de Amor e Fúria                            | Vilão                   |
| 2014 | 300: A Ascensão do Império                              | Xerxes I                |
| 2014 | Em Busca da Justiça                                     | Fitchum                 |
| 2015 | Golpe Duplo                                             | Gárriga                 |
| 2015 | Os 33                                                   | Laurence Golborne       |
| 2016 | Ben-Hur                                                 | Jesus                   |
| 2018 | O Tradutor                                              | Malin                   |
| 2019 | Turma da Mônica: Laços                                  | Licurgo Orival (Louco)  |
| 2020 | Power                                                   | Biggie                  |
| 2020 | O Retorno                                               | Carlos                  |
| 2021 | 7 Prisioneiros                                          | Luca                    |

### Voz original e Dublagem
| Ano  | Título                  | Personagem    | Notas                   |
| ---- | ----------------------- | ------------- | ----------------------- |
| 1999 | O Pequeno Stuart Little | Stuart Little | Dublagem                |
| 2002 | Stuart Little 2         | Stuart Little | Dublagem                |
| 2011 | Rio                     | Túlio         | Voz original e dublagem |
| 2012 | Quem Se Importa         | Narrador      | Voz original            |
| 2013 | Rio 2                   | Túlio         | Voz original e dublagem |
| 2019 | Klaus                   | Jesper        | Dublagem                |
| 2021 | Save Ralph              | Ralph         | Voz original            |
| 2024 | Arca de Noé             | Vini          | Voz original            |

### Vídeos musicais
| Ano  | Canção  | Artista           |
| ---- | ------- | ----------------- |
| 2018 | "Ocean" | Alok, Zeeba e IRO |

## Teatro
| Ano  | Título                            | Personagem |
| ---- | --------------------------------- | ---------- |
| 1998 | D'Artagnan e os Três Mosqueteiros | D'Artagnan |

## Prêmios e indicações
| Ano  | Premiação                                     | Categoria                                  | Trabalho                             | Resultado |
| ---- | --------------------------------------------- | ------------------------------------------ | ------------------------------------ | --------- |
| 1998 | Prêmio Mambembe                               | Melhor Ator em Peça Infantil               | Dartagan e os Três Mosquiteiros      | Indicado  |
| 2000 | Festival de Cinema de Brasília                | Melhor Ator                                | Bicho de Sete Cabeças                | Venceu    |
| 2001 | Cine PE - Festival do Audiovisual             | Melhor Ator em Longa-metragem              | Bicho de Sete Cabeças                | Venceu    |
| 2001 | Prêmio Arte Qualidade Brasil                  | Melhor Ator em Filme                       | Bicho de Sete Cabeças                | Venceu    |
| 2001 | Festival de Cinema de Santo Domingo           | Melhor Ator                                | Bicho de Sete Cabeças                | Venceu    |
| 2001 | Festival Sesc Melhores Filmes                 | Melhor Ator (voto júri)                    | Bicho de Sete Cabeças                | Venceu    |
| 2001 | Festival Sesc Melhores Filmes                 | Melhor Ator (voto público)                 | Bicho de Sete Cabeças                | Venceu    |
| 2002 | Grande Prêmio do Cinema Brasileiro            | Melhor Ator                                | Bicho de Sete Cabeças                | Venceu    |
| 2002 | Troféu APCA                                   | Melhor Ator                                | Bicho de Sete Cabeças                | Venceu    |
| 2002 | Prêmio Guarani de Cinema Brasileiro           | Melhor Ator                                | Bicho de Sete Cabeças                | Venceu    |
| 2002 | Festival Internacional de Cinema de Cartagena | Melhor Ator                                | Bicho de Sete Cabeças                | Venceu    |
| 2002 | Festival de Cinema de Quito Cero Latitud      | Melhor Ator                                | Bicho de Sete Cabeças                | Venceu    |
| 2002 | Meus Prêmios Nick                             | Ator Nacional Favorito                     | Estrela Guia                         | Venceu    |
| 2002 | Capricho Awards                               | Melhor Ator Nacional                       | Estrela Guia                         | Venceu    |
| 2002 | Prêmio Arte Qualidade Brasil                  | Melhor Ator em Filme                       | Abril Despedaçado                    | Venceu    |
| 2003 | Prêmio Guarani de Cinema Brasileiro           | Melhor Ator                                | Abril Despedaçado                    | Indicado  |
| 2003 | Phoenix Film Critics Society Awards           | Conjunto do Ano                            | Love Actually                        | Venceu    |
| 2003 | Meus Prêmios Nick                             | Ator Nacional Favorito                     | Mulheres Apaixonadas                 | Venceu    |
| 2003 | Troféu Imprensa                               | Melhor Ator                                | Mulheres Apaixonadas                 | Indicado  |
| 2003 | Festival de Cinema de Brasília                | Melhor Ator                                | Carandiru                            | Venceu    |
| 2003 | Grande Prêmio do Cinema Brasileiro            | Melhor Ator                                | Carandiru                            | Indicado  |
| 2004 | Festival Internacional de Cinema de Cartagena | Melhor Ator Coadjuvante (com elenco)       | Carandiru                            | Venceu    |
| 2004 | Prêmio Guarani de Cinema Brasileiro           | Melhor Ator Coadjuvante                    | Carandiru                            | Indicado  |
| 2004 | Festival de Cannes                            | Troféu Chopard de Revelação Masculina      | —                                    | Venceu    |
| 2004 | Prêmio Arte Qualidade Brasil                  | Melhor Ator em Filme                       | A Dona da História                   | Indicado  |
| 2005 | Prêmio Guarani de Cinema Brasileiro           | Melhor Ator Coadjuvante                    | A Dona da História                   | Indicado  |
| 2005 | Prêmio Arte Qualidade Brasil                  | Melhor Ator de Televisão                   | Hoje É Dia de Maria                  | Indicado  |
| 2005 | Meus Prêmios Nick                             | Ator Nacional Favorito                     | Hoje É Dia de Maria                  | Venceu    |
| 2006 | Prêmio Contigo! de TV                         | Melhor Ator                                | Hoje É Dia de Maria                  | Indicado  |
| 2007 | MTV Movie Awards                              | Melhor Vilão                               | 300                                  | Indicado  |
| 2007 | Scream Awards                                 | Melhor Vilão                               | 300                                  | Indicado  |
| 2007 | Scream Awards                                 | Breakout Performance                       | 300                                  | Indicado  |
| 2007 | Gold Derby Awards                             | Conjunto do Ano                            | Lost                                 | Venceu    |
| 2008 | Prêmio Contigo! de Cinema Nacional            | Melhor Ator                                | Não por Acaso                        | Indicado  |
| 2008 | Prêmio Guarani de Cinema Brasileiro           | Melhor Ator                                | Não por Acaso                        | Indicado  |
| 2008 | Prêmio Arte Qualidade Brasil                  | Melhor Ator em Filme                       | Os Desafinados                       | Indicado  |
| 2009 | Hollywood Brazilian Film Festival             | Troféu Horizonte                           | —                                    | Venceu    |
| 2011 | Festival de Cinema de Brasília                | Melhor Ator                                | Meu País                             | Venceu    |
| 2011 | Festival Internacional de Cinema de Havana    | Melhor Ator                                | Heleno                               | Venceu    |
| 2012 | Festival de Cinema de Lima                    | Melhor Ator                                | Heleno                               | Venceu    |
| 2012 | Prêmio Contigo! de Cinema Nacional            | Melhor Ator                                | Heleno                               | Venceu    |
| 2012 | Prêmio Botequim Cultural                      | Melhor Ator em Cinema                      | Heleno                               | Venceu    |
| 2012 | Prêmio Men of the Year Brasil                 | Cinema                                     | Heleno                               | Venceu    |
| 2012 | Prêmio Guarani de Cinema Brasileiro           | Melhor Ator                                | Meu País                             | Indicado  |
| 2012 | ALMA Award                                    | Melhor Ator                                | What to Expect When You're Expecting | Indicado  |
| 2013 | Grande Prêmio do Cinema Brasileiro            | Melhor Ator                                | Heleno                               | Indicado  |
| 2013 | Prêmio ACIE de Cinema                         | Melhor Ator                                | Heleno                               | Venceu    |
| 2013 | Prêmio Guarani de Cinema Brasileiro           | Melhor Ator                                | Heleno                               | Indicado  |
| 2014 | Festival de Cinema de Gramado                 | Troféu Cidade de Gramado                   | —                                    | Venceu    |
| 2015 | [Imagen Foundation Awards                     | Melhor Ator Coadjuvante                    | The 33                               | Venceu    |
| 2016 | Prêmio Quem de Televisão                      | Melhor Ator                                | Velho Chico                          | Indicado  |
| 2016 | Troféu UOL TV e Famosos                       | Melhor Ator                                | Velho Chico                          | Indicado  |
| 2016 | Prêmio Extra de Televisão                     | Melhor Ator                                | Velho Chico                          | Indicado  |
| 2016 | Prêmio APCA de Televisão                      | Melhor Ator                                | Velho Chico                          | Indicado  |
| 2016 | Screen Actors Guild Awards                    | Melhor Elenco em Série Dramática           | Westworld                            | Indicado  |
| 2017 | Movieguide Awards                             | Melhor Performance em Filme                | Ben-Hur                              | Indicado  |
| 2018 | Prêmio Ibero-Americano de Cinema Fênix        | Melhor Ator                                | Un Traductor                         | Indicado  |
| 2019 | Prêmio Platino                                | Melhor Ator                                | Un Traductor                         | Indicado  |
| 2020 | Prêmio Guarani de Cinema Brasileiro           | Melhor Ator Coadjuvante                    | Turma da Mônica: Laços               | Indicado  |
| 2021 | Prêmio Contigo!                               | Melhor Ator Coadjuvante de Novela ou Série | Sessão de Terapia                    | Indicado  |
| 2022 | Festival Sesc Melhores Filmes                 | Melhor Ator Nacional                       | 7 Prisioneiros                       | Indicado  |
| 2022 | Prêmio Platino                                | Melhor Interpretação Masculina             | 7 Prisioneiros                       | Indicado  |
| 2022 | Grande Prêmio do Cinema Brasileiro            | Melhor Ator Coadjuvante                    | 7 Prisioneiros                       | Indicado  |
| 2022 | Prêmio Guarani de Cinema Brasileiro           | Melhor Ator Coadjuvante                    | 7 Prisioneiros                       | Indicado  |
| 2024 | SEC Awards                                    | Melhor Ator em Série Nacional              | Bom Dia, Verônica                    | Indicado  |